# Ana Luisa Peluffo

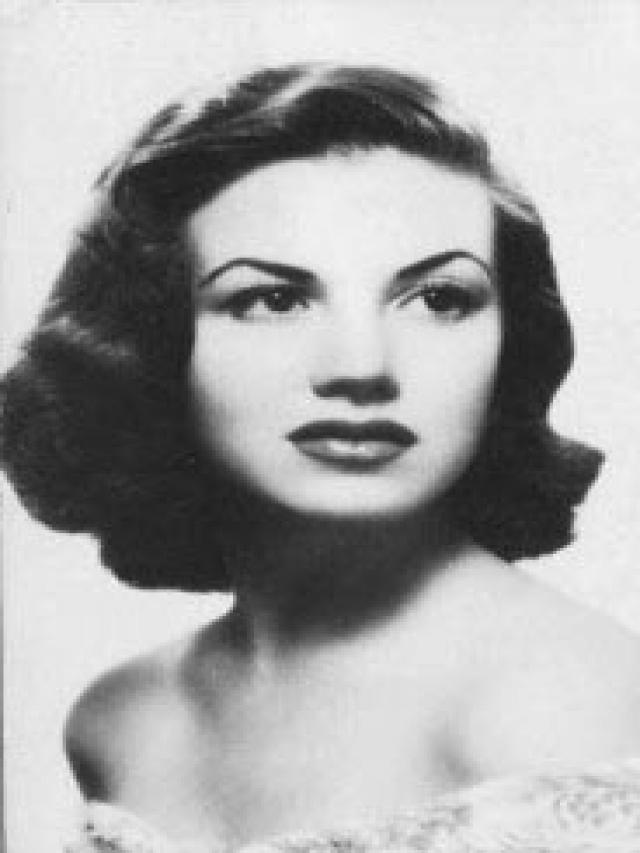
Ana Luisa Peluffo

Ana Luisa Peluffo (* 9. Oktober 1929 in Querétaro) ist eine mexikanische Schauspielerin. In ihrer von 1948 bis 2014 andauernden Laufbahn war sie in mehr als 200 Film- und Fernsehproduktionen zu sehen.

## Leben
Ana Luisa Peluffo gab ihr Debüt als Schauspielerin 1948 in einer kleinen Rolle im Abenteuerfilm Tarzan in Gefahr. Trotz dieser Rolle in einer Hollywood-Produktion beschränkte sich ihr Schaffen anschließend fast ausschließlich auf mexikanische Filme. Ausnahmen bildeten unter anderem das 1956 erschienene, italienische Historiendrama Die Sklavinnen von Karthago. 1978 spielte Peluffo die Hauptrolle im Drama Flores de papel, das im selben Jahr am Wettbewerb der Internationalen Filmfestspiele Berlin teilnahm.
In mehreren ihrer Filme der 1950er Jahre, erstmals 1955 in La fuerza del deseo, zeigte sich Peluffo in Aktaufnahmen und gehörte somit zu den ersten Schauspielerinnen Mexikos, die sich vor der Kamera auszogen. Von zeitgenössischen Kritikern wurden diese Auftritte als „schamlos“ bezeichnet.
Neben ihrer Filmkarriere wirkte Peluffo auch in Theaterstücken sowie einer Vielzahl von Fernsehserien, insbesondere Telenovelas, mit. 2014 beendete sie im Alter von 85 Jahren ihre Laufbahn als Schauspielerin mit einem Auftritt in der Fernsehserie El Mariachi.

## Filmografie (Auswahl)
- 1948: Tarzan in Gefahr (Tarzan and the Mermaids)
- 1955: La fuerza del deseo
- 1955: Der Maler und sein Modell (El seductor)
- 1956: Die Sklavinnen von Karthago (Le schiave di Cartagine)
- 1960: Das Leben gewisser Dämchen (Cada quién su vida)
- 1960: Conquistador de la luna
- 1962: Das käufliche Mädchen (Bajo un mismo rostro)
- 1975: Trommeln über dem Sklavencamp (El valle de los miserables)
- 1978: Flores de papel
- 1994: Marimar (Fernsehserie)
- 2014: El Mariachi (Fernsehserie, eine Folge)